# Mary Pearcey
Mary Pearcey (1866 - 23 december 1890) was een Engelse vrouw die op 24 oktober 1890 werd veroordeeld voor de moord op de vrouw van haar minnaar, mevrouw Phoebe Hogg, en haar kind Tiggy. Op 23 december van hetzelfde jaar werd Pearcey voor de misdaad opgehangen. Pearcey wordt soms genoemd als mogelijke Ripper-kandidaat. 

## Wat vooraf ging
Mary Pearcey werd in 1866 geboren als Mary Eleanor Wheeler.
Mary Wheeler nam de naam "Pearcey" over van John Charles Pearcey, een timmerman met wie ze had samengewoond. Hij verliet haar vanwege haar ontrouw. Later trok ze in bij een meubelverhuizer, Frank Hogg, die minstens één andere minnaar had, Phoebe Styles. Styles werd zwanger en Hogg trouwde met haar op aandringen van Pearcey. Styles beviel van een dochter die ook de naam Phoebe kreeg.

## Moord op Phoebe Hogg
Op 24 oktober 1890 ging mevrouw Hogg met haar baby op bezoek bij Pearcey. Rond 16.00 uur hoorden buren geschreeuw en geluiden van geweld. Die avond werd het lijk van een vrouw gevonden op een hoop afval in Hampstead. Haar schedel was verbrijzeld en haar hoofd was bijna van haar lichaam gescheiden. Ongeveer anderhalve kilometer verderop werd een zwarte kinderwagen gevonden, waarvan de kussens doordrenkt waren met bloed. In Finchley werd een kind van circa achttien maanden dood aangetroffen, blijkbaar gesmoord. In de pers aanvankelijk werd gespeculeerd dat het lichaam van de volwassene een 'ongelukkige' was, maar zij werd later geïdentificeerd als Phoebe Hogg, terwijl het lichaam van de peuter dat van haar dochter was. 
Getuigen wisten te melden dat Pearcey in het donker de kinderwagen van baby Tiggy door de straten van Noord-Londen had geduwd. De politie doorzocht haar huis en vond bloedspatten op de muren, het plafond, een rok en een schort, evenals haren en bloed op een pook in de open haard en een vleesmes. Toen ze door de politie werd ondervraagd, zei ze dat ze 'een probleem had met muizen en ze probeerde te doden'. 

## Proces en executie
Pearcey werd beschuldigd van moord. Ze hield gedurende het hele proces vol dat zij onschuldig was, maar werd veroordeeld en op 23 december 1890 opgehangen door James Berry. Volgens Berry zou zij gezegd hebben: "Mijn straf is rechtvaardig, maar een groot deel van het bewijsmateriaal tegen mij was vals". In zijn memoires beschreef Berry de executie van Pearcey als 'stil en pijnloos'. 

## Jill the Ripper
Sir Arthur Conan Doyle, de maker van Sherlock Holmes, speculeerde destijds dat Jack the Ripper mogelijk een vrouw was, omdat een vrouw zich had kunnen voordoen als vroedvrouw en in het openbaar in bebloede kleding gezien kon worden zonder argwaan te wekken.  Deze theorie werd vervolgens in 1939 uitgewerkt door William Stewart in zijn boek Jack the Ripper: A New Theory, waarin Pearcey specifiek werd genoemd in verband met de moorden. Al het gegeven bewijs is indirect, en er zijn geen fysiek bewijs of ooggetuigenverslagen die Pearcey in verband brengen met de Ripper-misdaden.
- Library of Congress Control Number: n2018023604
- Virtual International Authority File: 15152501099010681527